# François-André Vincent
François-André Vincent (Paris, 30 de dezembro de 1746 - Paris, 3 ou 4 de agosto de 1816) foi um pintor neoclássico francês.

## Biografia
Aluno de seu pai, o miniaturista François-Elias Vicent, professor da Académie de Saint-Luc, e de Joseph-Marie Vien, ganhou o Prix de Rome em 1768, permanecendo na Itália de 1771 a 1775. Foi admitido na Academia Real de Pintura e Escultura em 1777, e desde essa data passou a expor regularmente no Salon de Paris. Em 1799, casou-se com Adélaïde Labille-Guiard, formada em miniatura por seu pai e em técnica a óleo por conta própria.
Considerado o líder da Classicismo e um dos principais rivais de Jacques-Louis David, foi rapidamente suplantado por este último. Durante a Revolução, seus ideais monarquistas o opuseram ainda mais a David.
Vincent se tornou um dos primeiros membros da Academia de Belas Artes do Institut de France, que substituiu a Academia Real em 1795. Durante o final da vida, sua atividade profissional foi interrompida por causa de problemas de saúde, apesar de continuar a receber honras oficiais. Foi influenciado pela arte clássica da Antiguidade, por mestres do Renascimento italiano, especialmente por Rafael, e inclusive por contemporâneos como Jean-Honoré Fragonard.
Assim como seu rival David, François-André Vincent foi responsável por um grande estúdio onde treinou muitos estudantes, incluindo Jean-Joseph Ansiaux, Pedro Nolasco Bergeret, François-Joseph Heim, Paul Landon Charles, Louis Thomassin, Isabelle Pinson, Charles Meynier e Charles Thévenin.
Membro da Legião de Honra e de várias academias europeias. Era casado com Adélaïde Labille-Guiard. Faleceu em 1816 e está sepultado no cemitério Père-Lachaise, em Paris. 

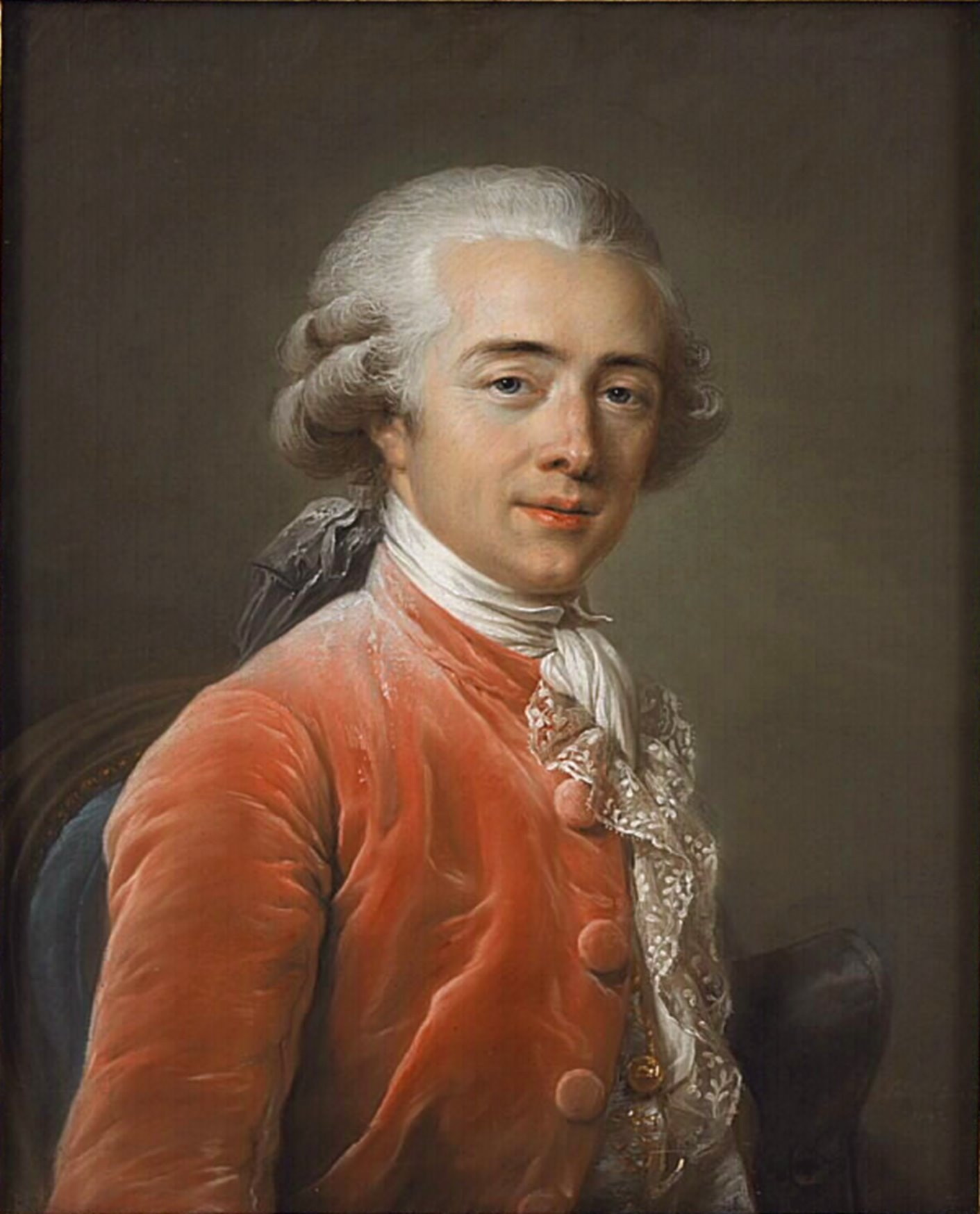
Retrato de François-André Vincent de Adélaïde Labille-Guiard, pintado em 1783

## Galeria

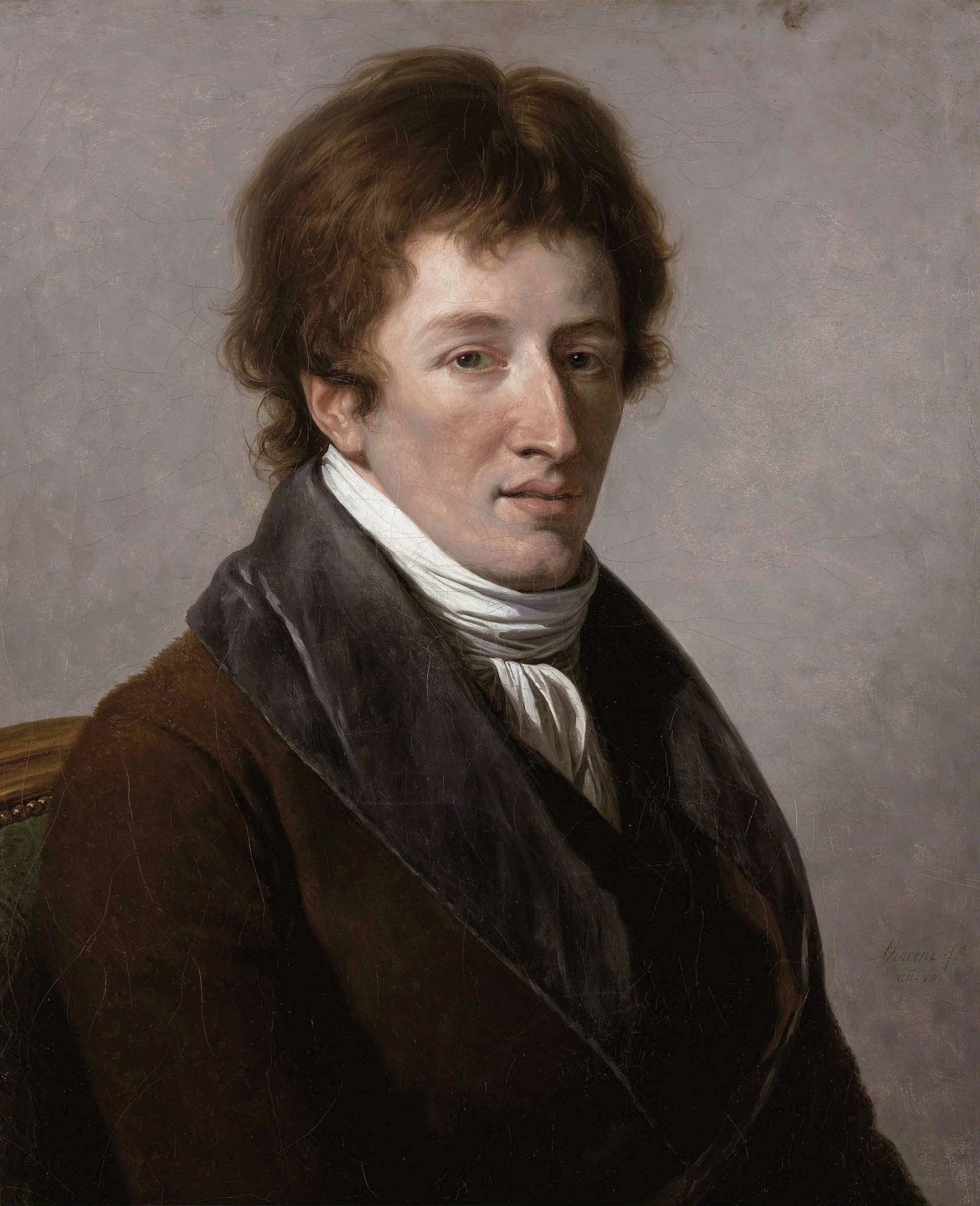
Georges Cuvier
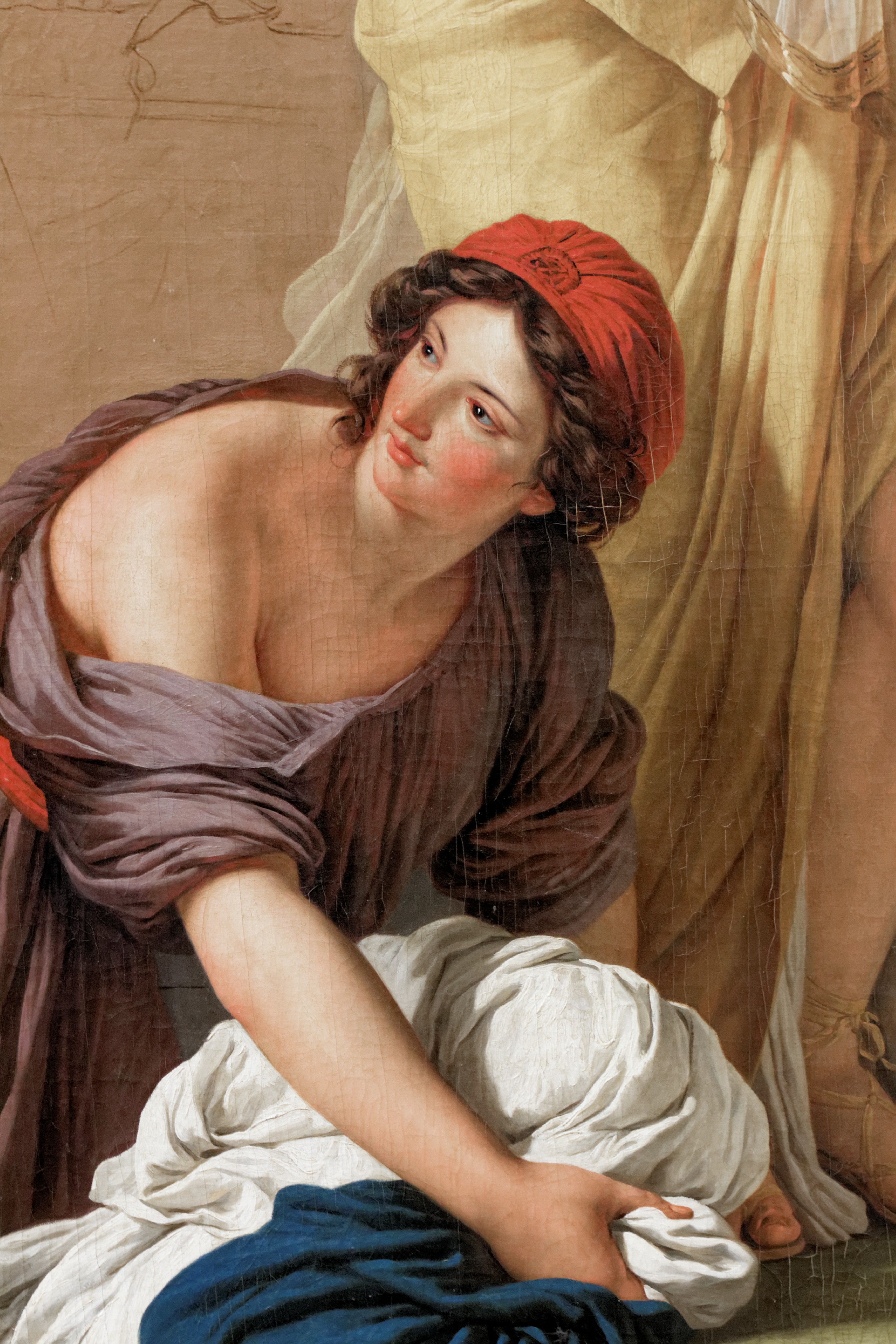
Zeuxis e as filhas de Crotone
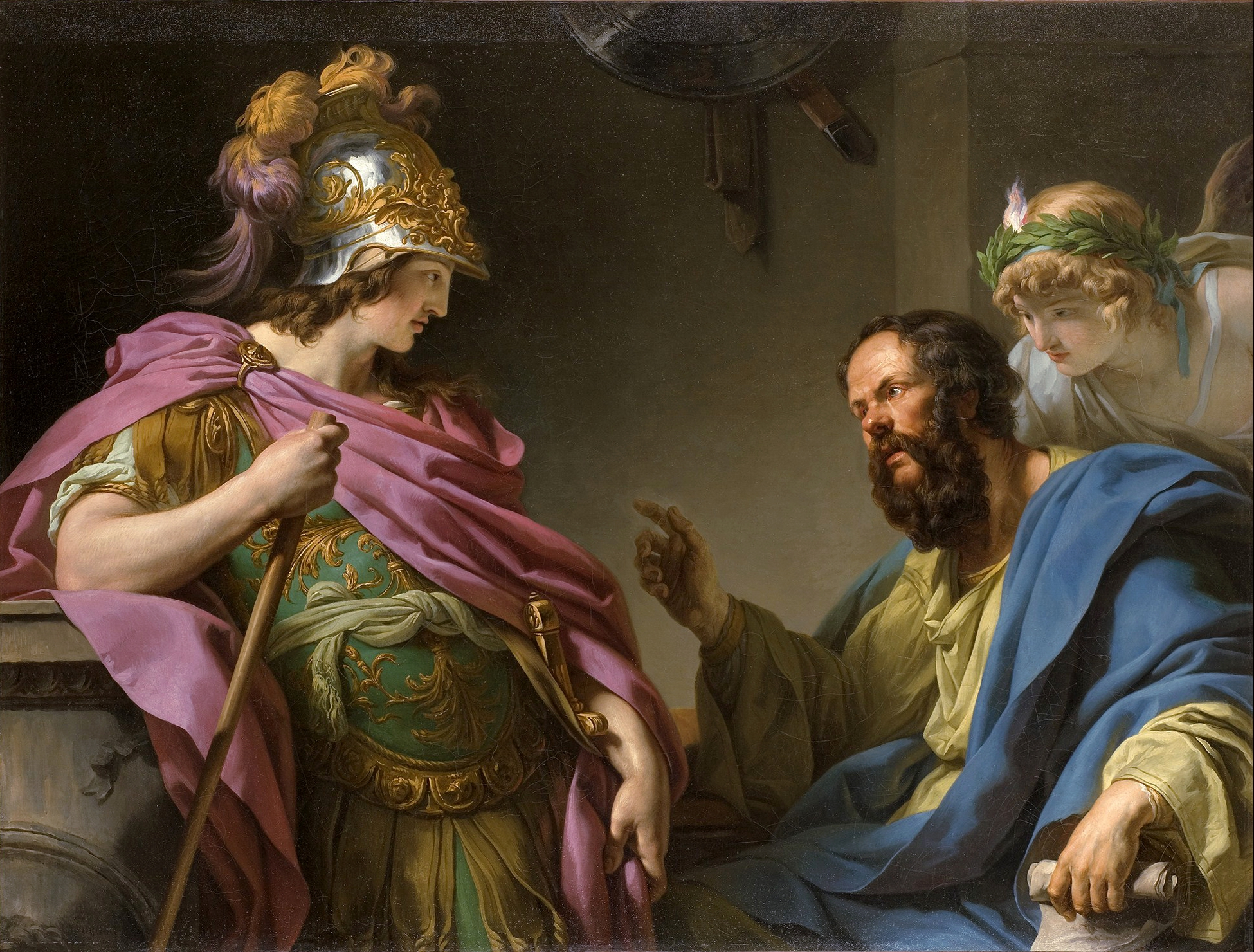
Alcibades sendo ensinado por Sócrates, por François-André Vincent
Zeuxis escolhendo seus modelos para a imagem de Helen entre as garotas de Croton, detalhe
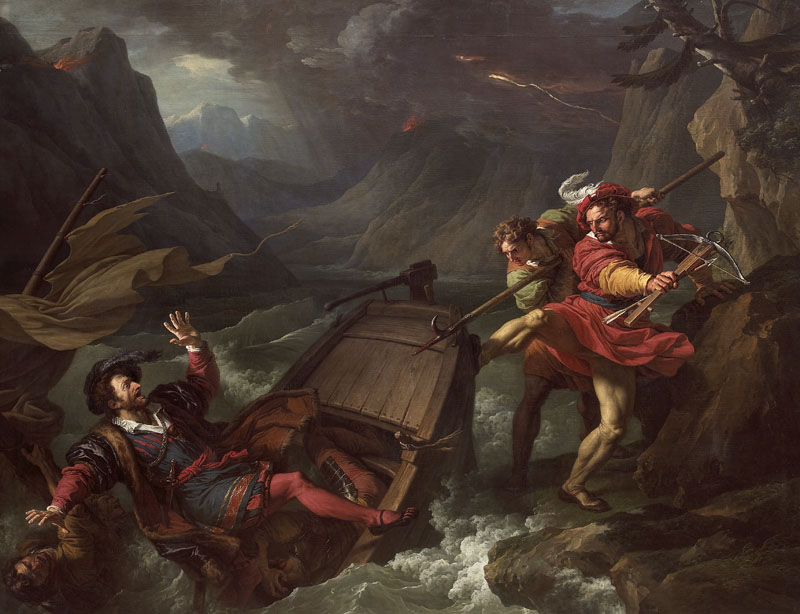
O salto de Guilherme Tell (Tellensprung) do barco de seus captores nas falésias de Axen
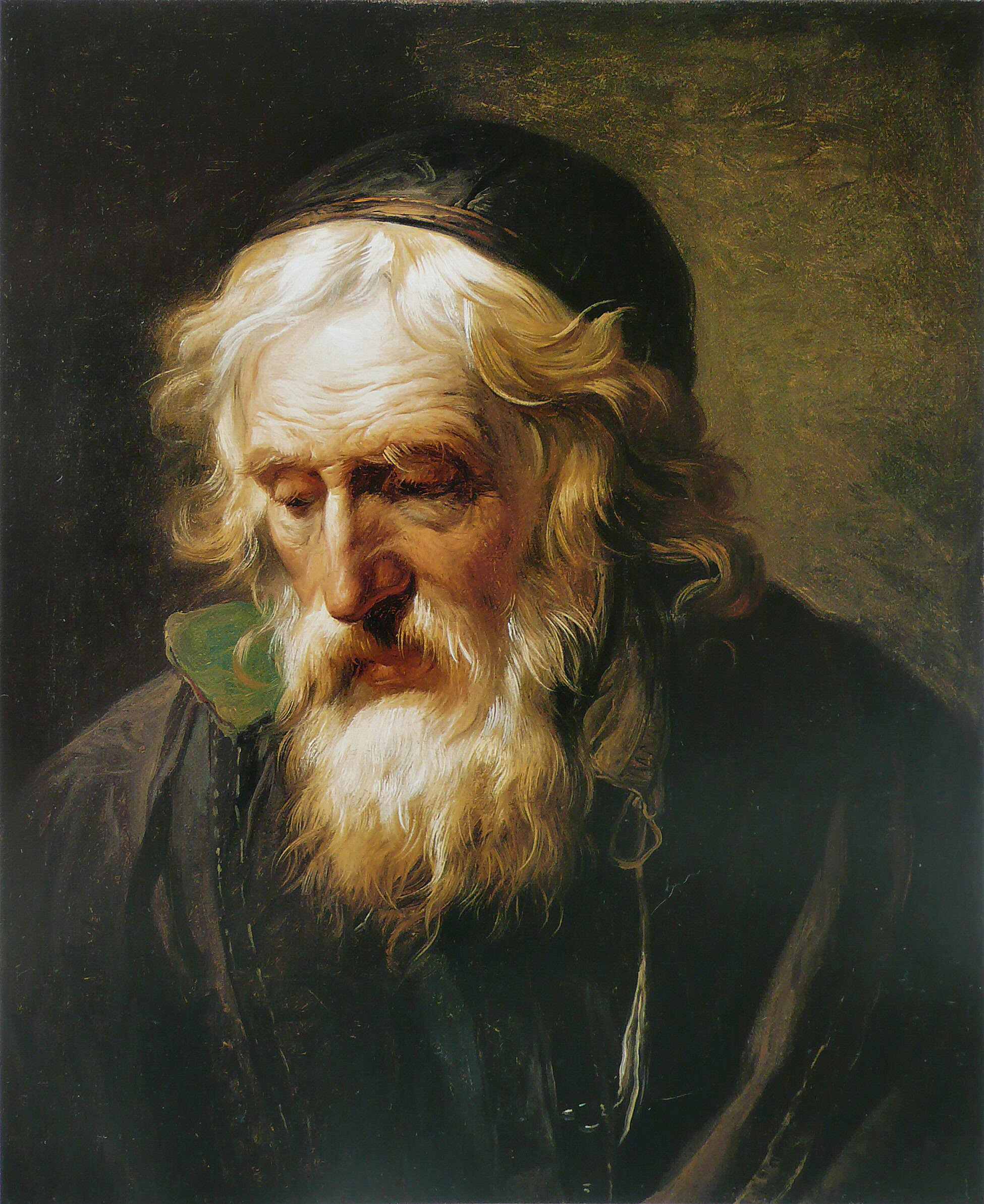
Padre grego
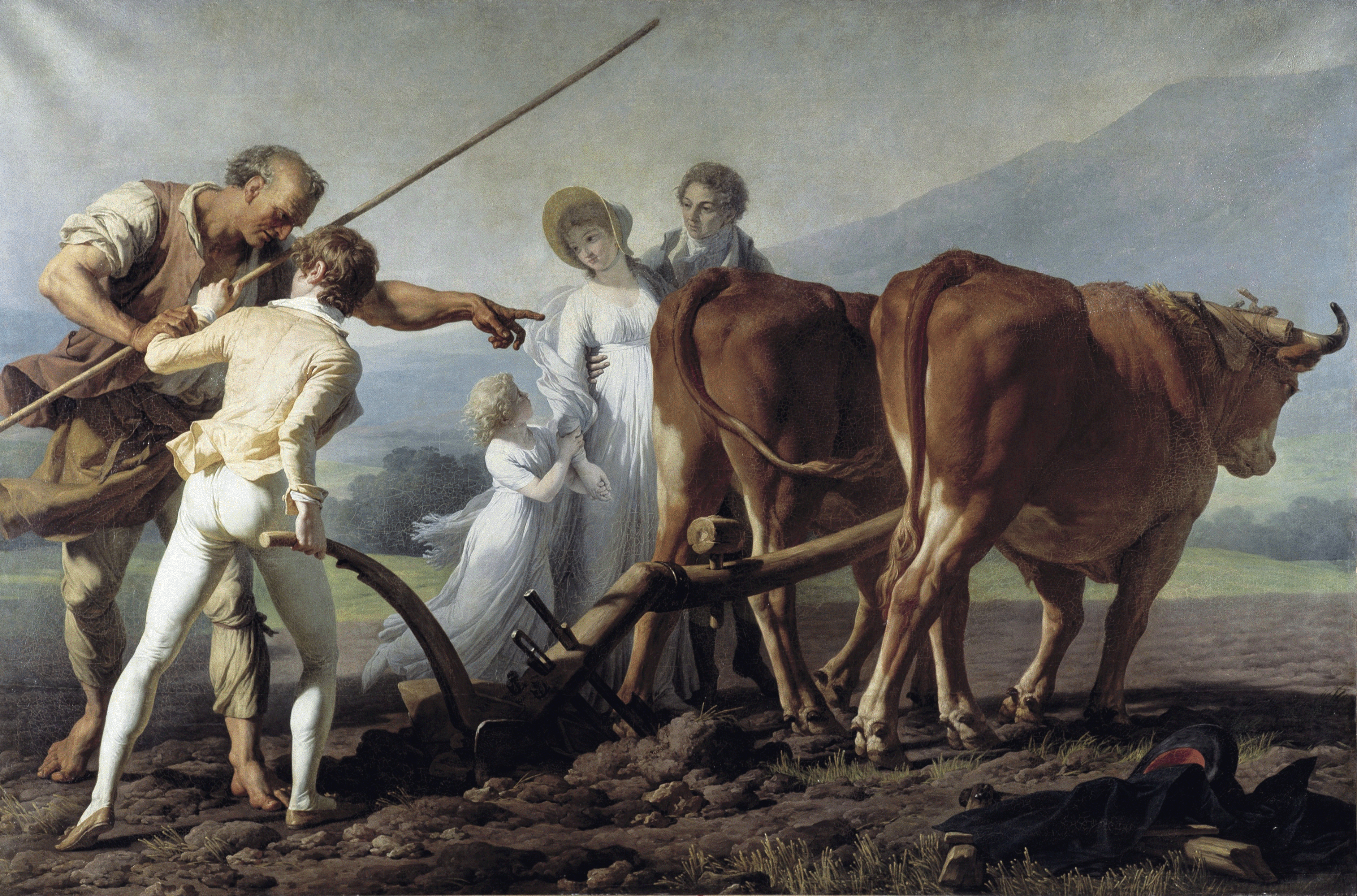
A lição da lavoura (1793-98). Museu de Belas Artes de Bordeaux.
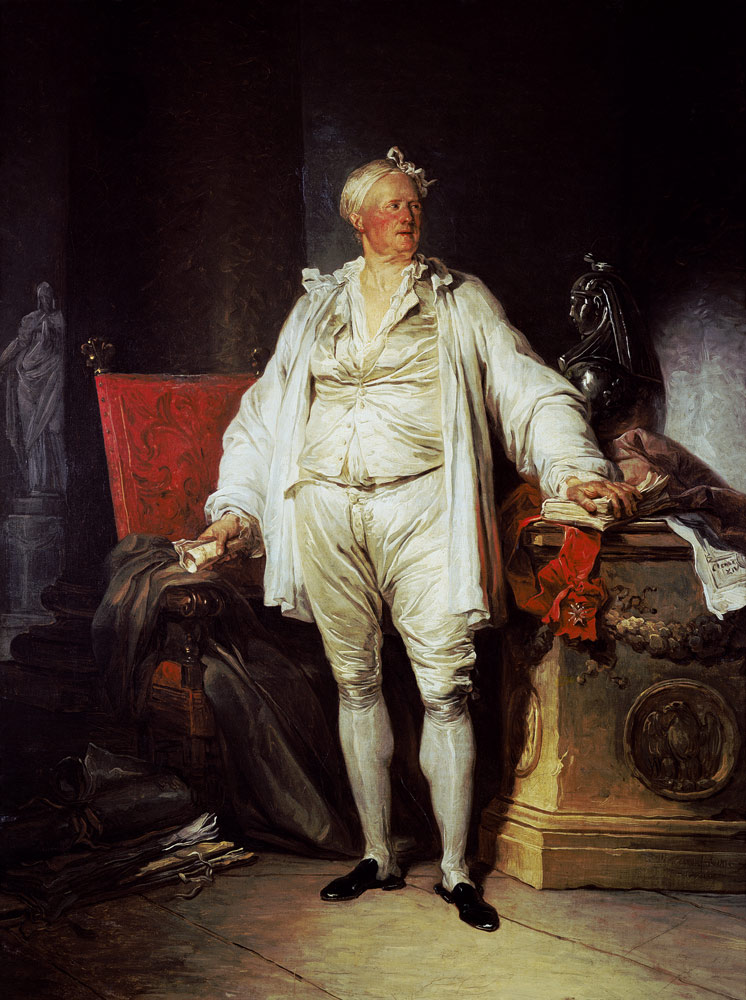
Retrato de Monsieur Bergeret de Grancourt (1774). Museu de Belas Artes, Besançon.
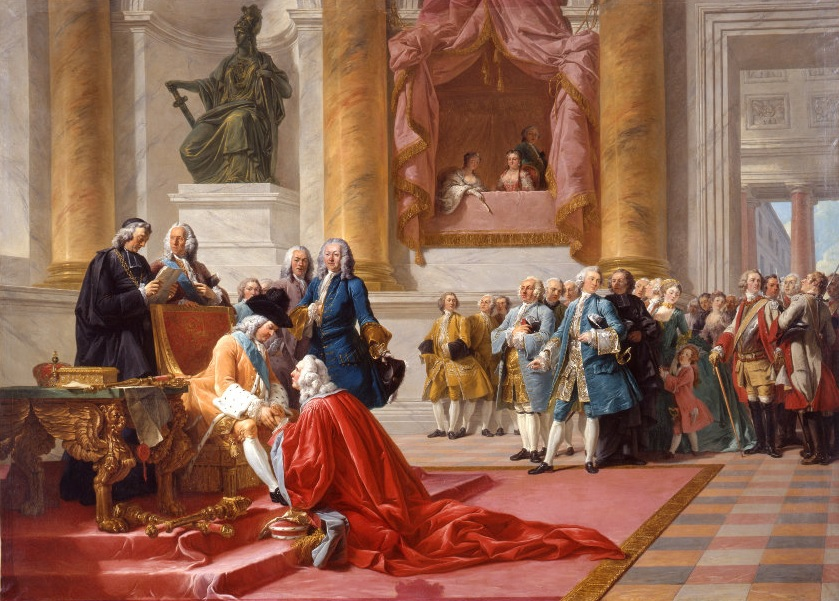
O chanceler Antoine Chaumont de La Galaizière recebe homenagem do primeiro presidente da Corte de Lorena, em Nancy a 21 de março de 1737 (1778). Museu histórico de Lorena, Nancy.
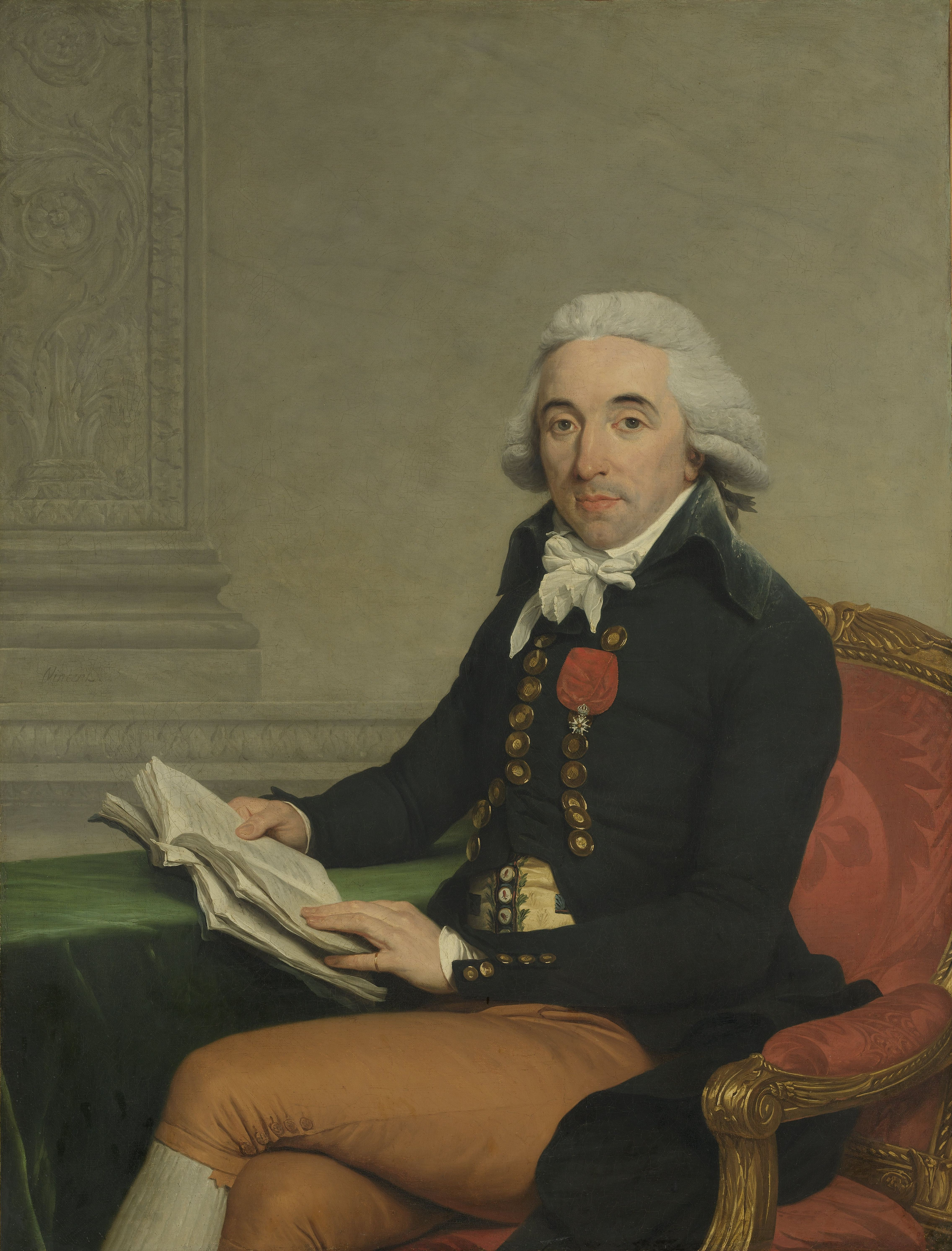
Retrato de um homem
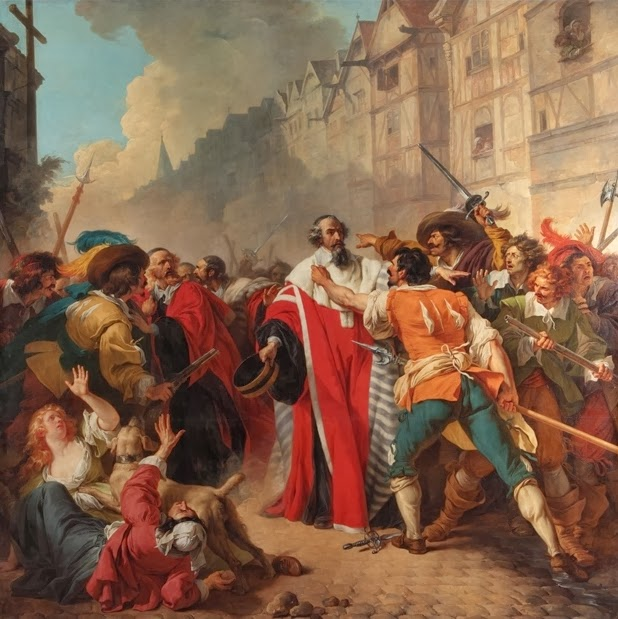
Molé et les factieux, Mathieu Molé (1584-1656), estadista francês e rebeldes
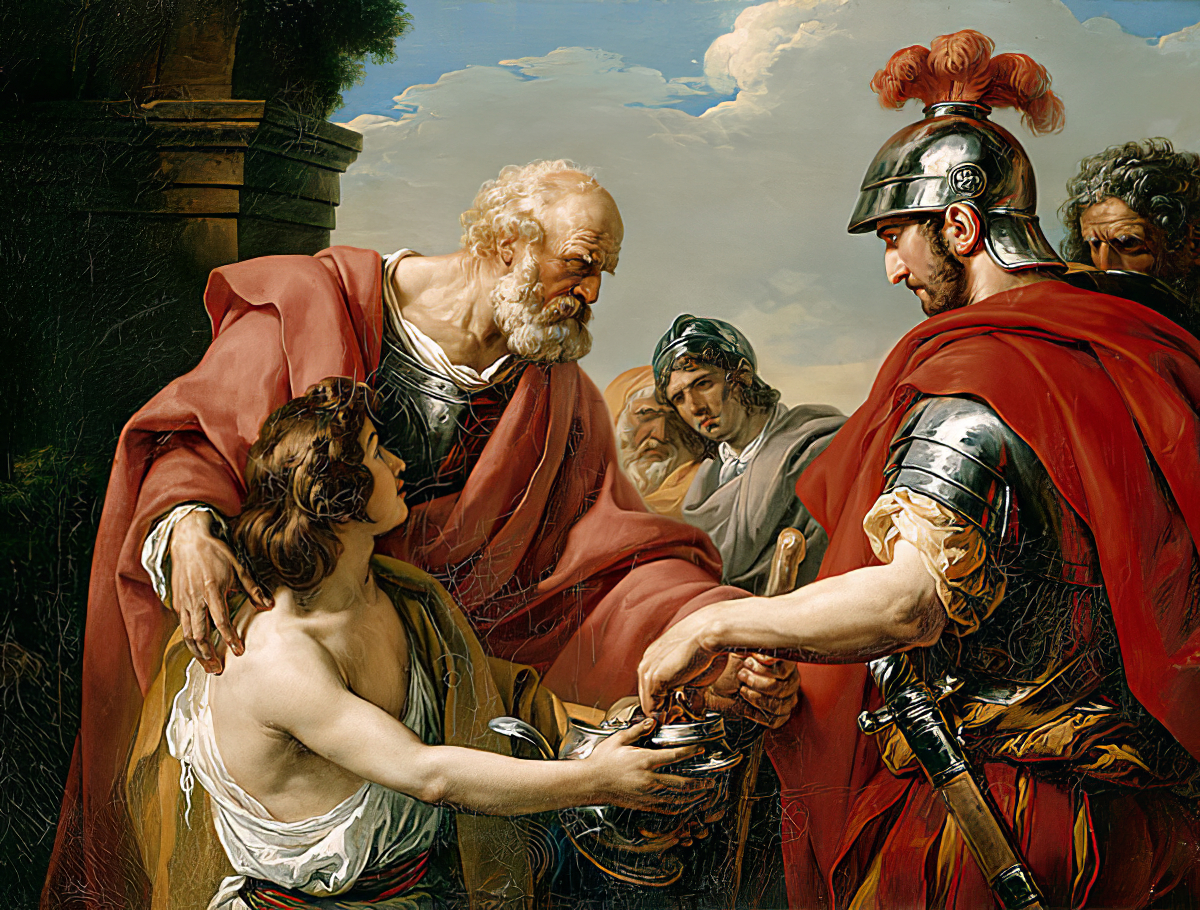
Belisário (1776). Museu Fabre, Montpellier.
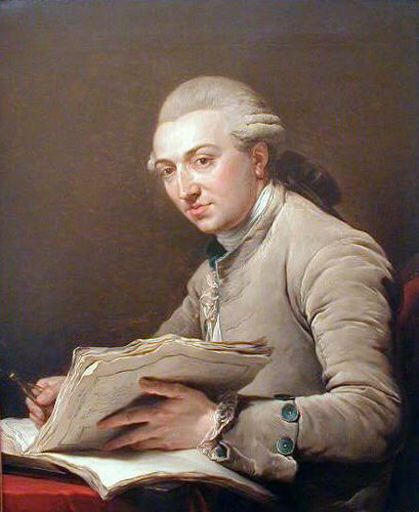
Retrato de Pierre Roussea
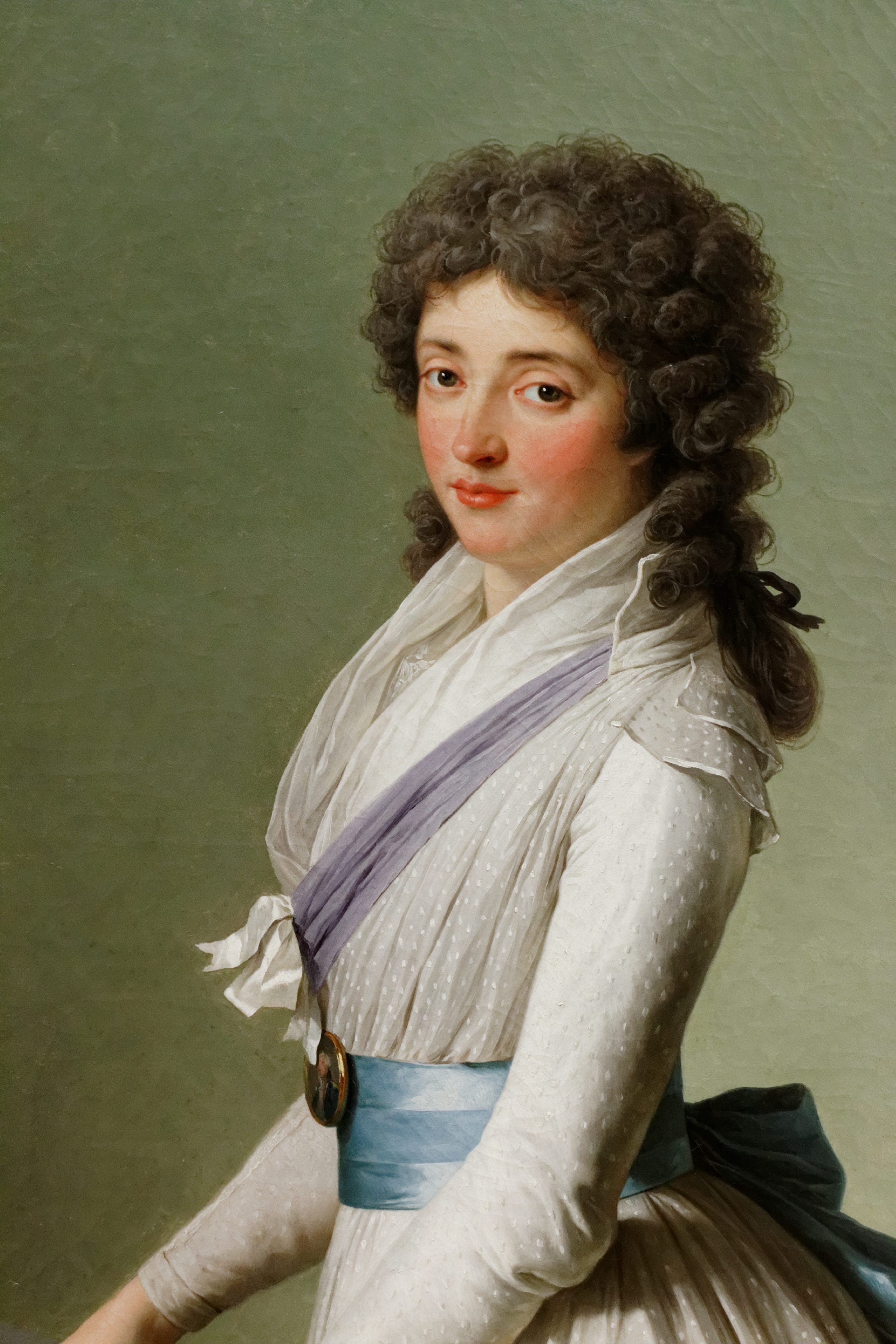
Retrato de la baronne de Chalvet-Souville, nascida Marie de Broutin